# 잭애스 3D
《잭애스 3D》(Jackass 3D)는 2010년 개봉한 미국의 영화이다. 원작은 텔레비전 프로그램 《잭애스》이며, 영화 《잭애스 2》(2006)의 속편에 해당한다.
초당 프레임 수가 1000 fps인 팬텀 고속 카메라로 촬영되었다. 출연진의 일부 동작이 3D로 변환돼 튀어나온다.

## 개요
비비스 & 벗헤드가 카메오 출연하여 3차원 영화 기술이 쓰였음을 안내하며 포문을 연다.
이후 크리스 폰티어스가 본인 음경에 끈으로 이어놓은 무선조종 헬리콥터를 날리는 장면, 프레스턴 레이시가 일립티컬 머신(elliptical machine)을 타면서 분출한 땀을 스티브오가 마시는 장면, 에런 맥기히가 덧니를 묶은 실을 뱀 마제라의 람보르기니 무르시엘라고에 연결해놓아 차가 질주하는 순간 덧니가 뽑혀나가는 장면, 스티브오가 번지 점프 밧줄에 연결돼있으며 분뇨가 적재된 이동식 간이 화장실 안에 들어간 상태에서 공중으로 발사되는 장면 등이 나온다.

## 출연

### 주연
- 조니 녹스빌
- 뱀 마제라
- 라이언 던
- 스티브오
- 제이슨 "위 맨" 아쿠나
- 프레스턴 레이시
- 크리스 폰티어스
- "데인저 에런" 맥기히
- 데이브 잉글랜드

### 특별 출연
- 마이크 저지 (비비스 & 벗헤드 목소리)
- 윌 올덤
- 립 테일러
- 토니 호크
- 숀 윌리엄 스콧
- 위저 (리버스 쿼모 등)

### 제작진 출연
- 스파이크 존즈

## 기타 제작진
- 3D 제작: 에런 패리
- 부분 제작: 로버트 자피아
- 공동 제작: 숀 클라이버, 드미트리 엘야슈케비치, 뱀 마제라
- 협력 제작: 네이트 궐트니, 그레그 울프
- 미술: 제임스 피터 블래크먼, 세스 마이스터먼
- 세트: 마이크 캐색
- 배역: 미아 러빈슨

## 잭애스 3.5
본편에서 잘린 촬영분 모음을 Jackass 3.5로 이름 붙여 주스트에 2011년 4월 1일부터 6월 13일까지 공급하였다. 6월 14일 이를 모아 블루레이와 DVD로 내놓았다. 전체 재생 시간은 85분이다.